# Masteria colombiensis
Masteria colombiensis är en spindelart som beskrevs av Raven 1981. Masteria colombiensis ingår i släktet Masteria och familjen Dipluridae.
Artens utbredningsområde är Colombia. Inga underarter finns listade i Catalogue of Life.